# SPAN
Система портфельного аналізу ризиків (англ. SPAN — Standard Portfolio Analysis of Risk) — система аналізу портфельних ризиків по ф'ючерсних і опціонних інструментах. Уперше була розроблена на Чиказькій товарній біржі (CME) у 1988 році, з часом
стала неофіційним стандартом цієї сфери.